# Samsung Galaxy S9
Il Samsung Galaxy S9 e Samsung Galaxy S9+ (abbreviati rispettivamente come S9 e S9+) sono smartphone Android di fascia alta prodotti dall'azienda sudcoreana Samsung Electronics, come parte della serie Samsung Galaxy S.
I dispositivi sono stati presentati al MWC di Barcellona il 25 febbraio 2018, come successori dei modelli Galaxy S8 ed S8+.

## Specifiche

### Hardware
I Galaxy S9 e S9+ sono entrambi dotati di schermi Super AMOLED QHD (1440p), con rapporto di forma pari a 18,5:9.
S9 presenta un pannello dalla diagonale di 5,8 pollici, mentre S9+ utilizza un pannello più grande, da 6,2 pollici.
Nella maggior parte dei paesi nei quali vengono commercializzati, utilizzano entrambi un SoC Samsung Exynos 9810. Le versioni vendute in Stati Uniti e Cina sono invece dotate di SoC Qualcomm Snapdragon 845.
Galaxy S9 è dotato di 4 GB di RAM, Galaxy S9+ viene fornito con 6 GB di RAM. Entrambi i dispositivi sono dotati di uno spazio di archiviazione da 64, 128 o 256 GB a seconda della configurazione scelta e sono dotati di slot per schede microSD, che consente di espandere la memoria interna fino a un massimo di 400 GB . Le batterie hanno la stessa capacità di quelle dei loro predecessori: 3000 mAh per S9 e 3500 mAh per S9+.
Entrambi gli smartphone possiedono altoparlanti stereo sviluppati in collaborazione con AKG e supportano l'audio surround Dolby Atmos. Il sensore per il riconoscimento delle impronte digitali si trova al di sotto della fotocamera posteriore, in una posizione più centrale rispetto a quanto visto sui precedenti Galaxy S8 ed S8+.
Le fotocamere di entrambi i telefoni hanno ricevuto importanti miglioramenti rispetto alle generazione di Galaxy S passate. Galaxy S9+ presenta due obiettivi fotografici sul retro, mentre Galaxy S9 ne possiede solo uno. I sensori principali da 12 MP di entrambi i telefoni sono dotati di doppia apertura, che può variare da f/1.5 a f/2.4  a seconda delle condizioni di illuminazione. I dispositivi possono effettuare anche video in slow motion fino a 960 fps, funzionalità che è stata denominata Super Slow-Mo.
La fotocamera frontale è in entrambi i modelli da 8 MP f/1.7.

### Software
I dispositivi sono dotati del set di funzionalità per la privacy e la sicurezza Samsung Knox. Fra le novità principali, è stato aggiunto un metodo di verifica dell'identità dell'utente più complesso, che sfrutta il riconoscimento del volto e la scansione dell'iride contemporaneamente. Questa funzionalità è nota come Scansione intelligente.
Galaxy S9 e S9+ sono originariamente dotati di Android 8.0 Oreo con l'interfaccia utente personalizzata Samsung Experience 9.0. Successivamente sono stati aggiornati ad Android 9 Pie adottando così la nuova interfaccia utente Samsung One UI 1.0 .
A partire da novembre 2019, Samsung ha avviato la beta di Android 10 con One UI 2.0 per i due terminali; dopo 6 aggiornamenti in versione beta distribuiti dell'arco di 2 mesi circa, il 28 gennaio 2020 Samsung ha pubblicato la versione stabile di Android 10 partendo dai modelli tedeschi. La One UI è stata aggiornata ulteriormente, arrivando fino alla versione 2.5 nell'autunno 2020.